# Polyrhachis ridleyi
Polyrhachis ridleyi é uma espécie de formiga do gênero Polyrhachis, pertencente à subfamília Formicinae.